# NGC 117

NGC 117

 إن جي سي 117 أو NGC 117 هي مجرة في كوكبة قيطس اكتشفت في 13 سبتمبر 1863.

## روابط خارجية
- NGC 117 على موقع ويكي سكاي: DSS2, SDSS, GALEX, IRAS, Hydrogen α, X-Ray, Astrophoto, Sky Map, Articles and images